# وستلند لینکس
وستلند لینکس (به انگلیسی: Westland Lynx) یک بالگرد نظامیِ دوموتوره، چندمنظوره بریتانیایی است که توسط وستلند هلیکوپترز در کارخانه خود در یئوویل طراحی و ساخته شده‌است. در اصل به عنوان یک هواگرد چندمنظوره برای استفاده غیرنظامی و دریایی در نظر گرفته شده بود، اما توجه نیروهای نظامی به آن منجر به توسعه انواع جنگی و دریایی آن شد. لینکس در سال ۱۹۷۷ مورد استفاده عملیاتی قرار گرفت و بعداً توسط نیروهای مسلح بسیاری از کشورها استفاده شد، که عمدتاً در نقش‌های پشتیبانی در میدان نبرد، نبرد با نیروهای زرهی، جستجو و نجات و جنگ ضدزیردریایی خدمت می‌کرد.
لینکس یک بالگرد کاملاً آکروباتیک با قابلیت انجام لوپ و رول است. در سال ۱۹۸۶، یک نسخه ویژه اصلاح شده از آن، با ثبت سرعن با ۴۰۰٫۸۷ کیلومتر بر ساعت (۲۴۹٫۰۹ مایل بر ساعت)، رکورد سرعت رسمی فعلی فدراسیون بین‌المللی هوانوردی برای بالگردها (بدون احتساب بالگردهای ترکیبی) را شکست. این رکورد تا ژانویه ۲۰۲۲ بدون شکست باقی مانده‌است.
چندین نسخه توسعه یافته از این بالگرد برای خدمات دریایی و زمینی طراحی و تولید شد. وستلند ۳۰ به عنوان یک بالگرد غیرنظامی تولید شد. این بالگرد از نظر تجاری موفق نبود و فقط تعداد کمی از آنها در دهه ۱۹۸۰ ساخته شد. در قرن بیست و یکم، یک نوع مدرن از لینکس به عنوان یک بالگرد رزمی چند منظوره طراحی شد که با نام آگوستاوستلند ای‌دابلیو۱۵۹ وایلدکت عرضه شد. وایلدکت برای جایگزینی بالگردهای لینکس موجود در نظر گرفته شده‌است.

## کاربران

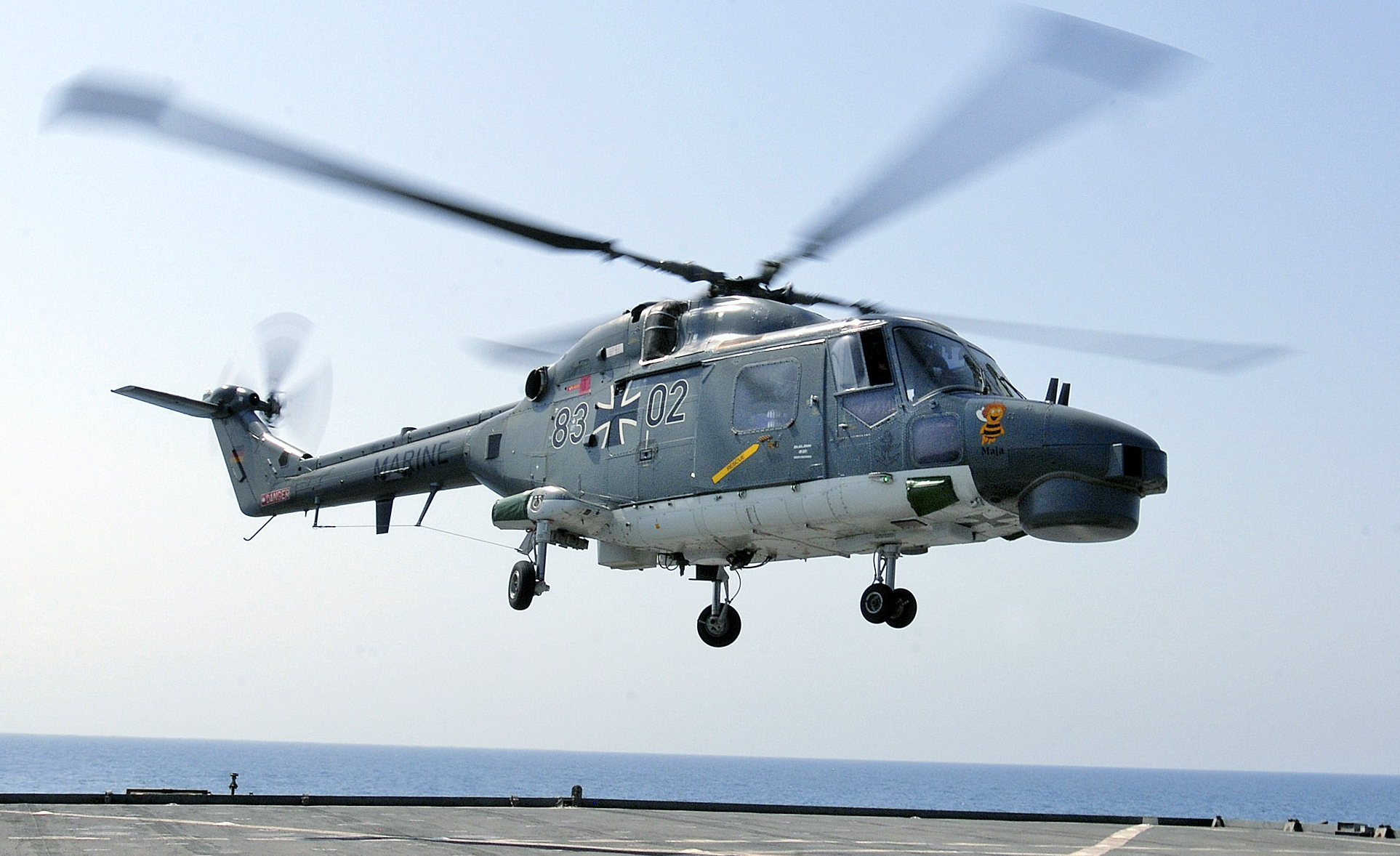
لیکس متعلق به آلمان در حال ترک ناو USS Whidbey Island (LSD-41)

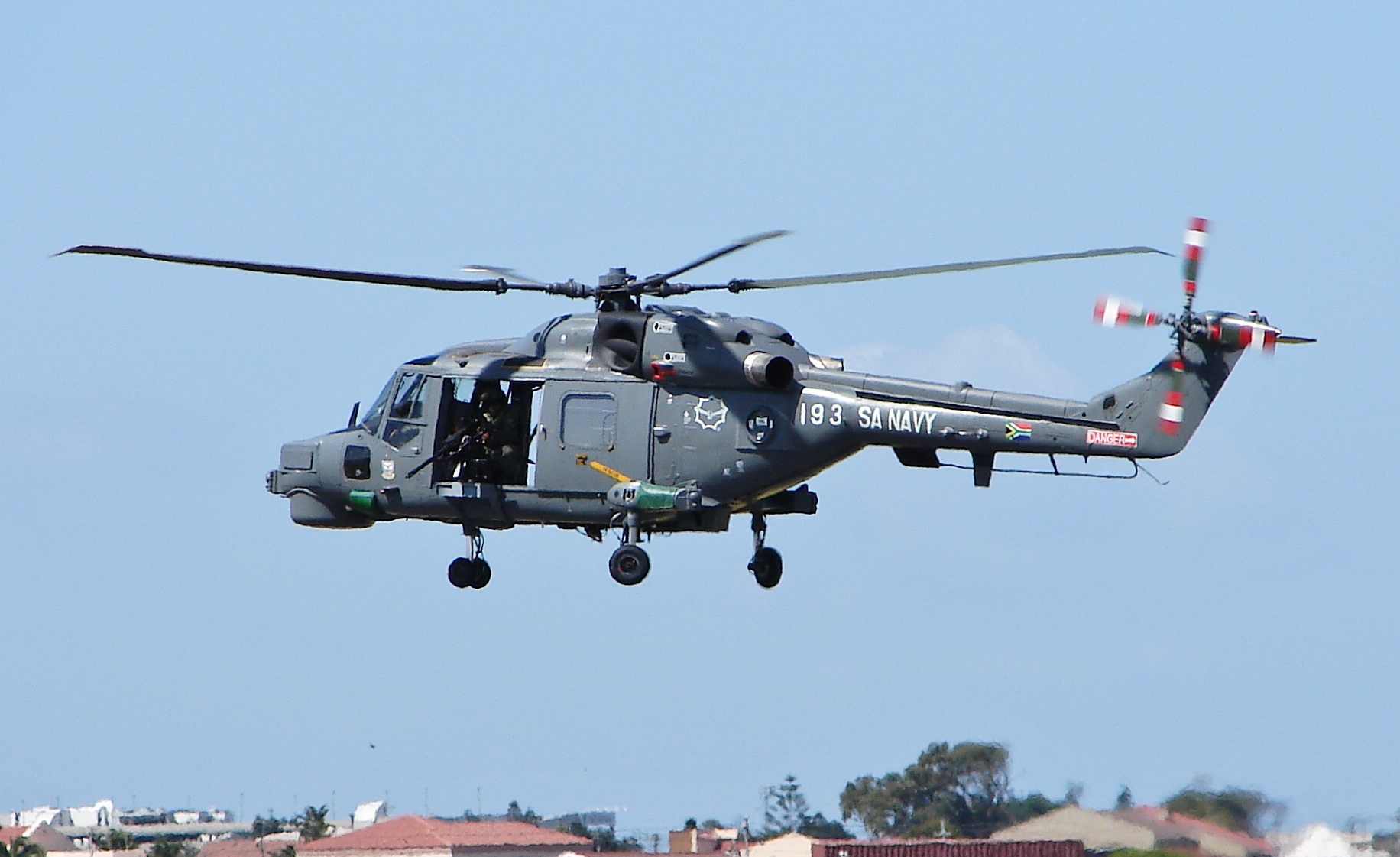
یک لینکس متعلق به نیروی دریایی آفریقای جنوبی

الجزایر
- نیروی دریایی الجزایر[۶]

 برزیل
- نیروی دریایی برزیل[۶]

 آلمان
- نیروی دریایی آلمان[۶]

 مالزی
- نیروی دریایی سلطنتی مالزی[۶]

 عمان
- نیروی هوایی پادشاهی عمان[۶]

 پرتغال
- نیروی دریایی پرتغال[۶]

 آفریقای جنوبی
- نیروی هوایی آفریقای جنوبی[۷]

 کره جنوبی
- نیروی دریایی جمهوری کره[۶]

 تایلند
- نیروی دریایی سلطنتی تایلند[۶]

### کاربران پیشین

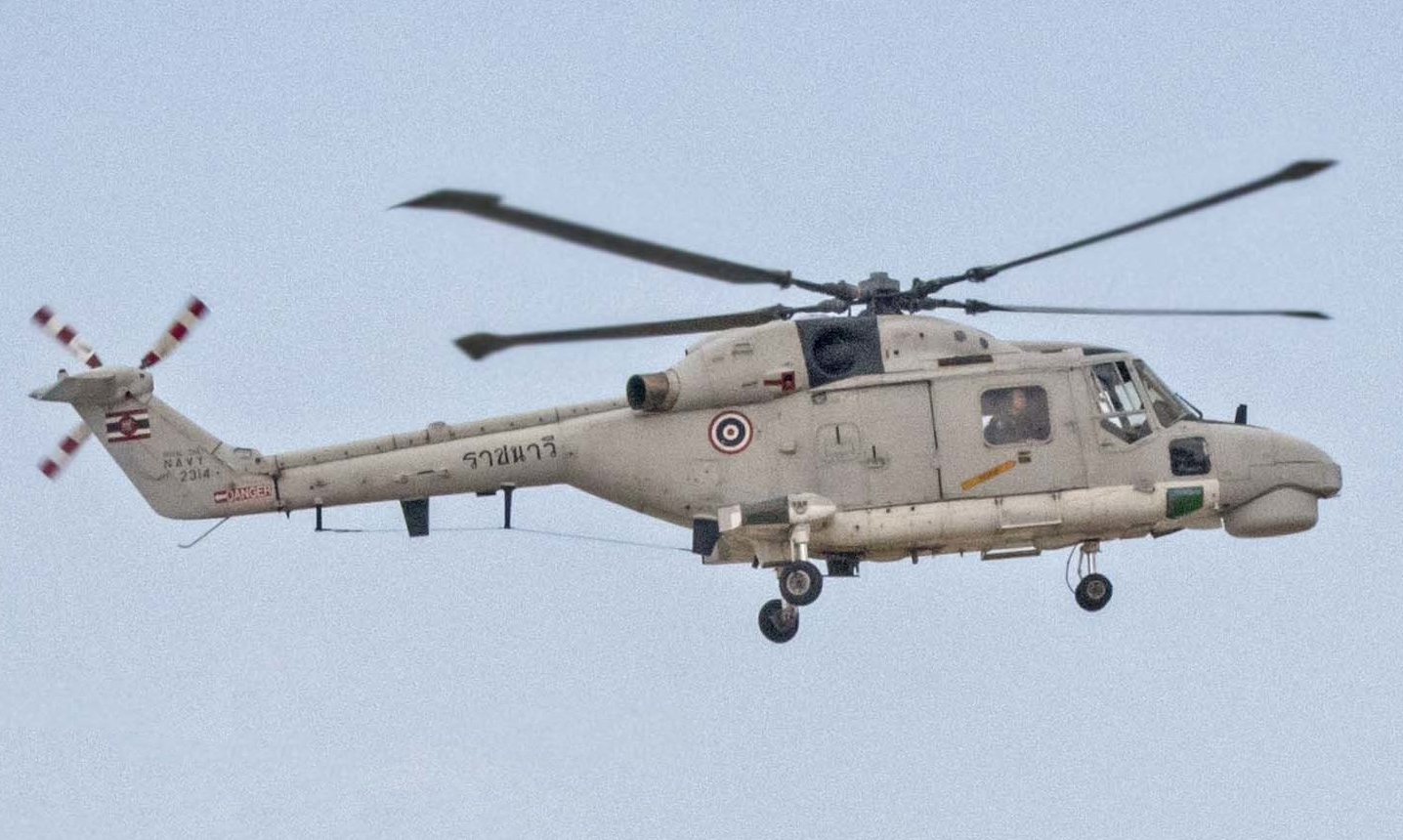
یک لینکس متعلق به نیروی دریایی سلطنتی تایلند

آرژانتین
- نیروی دریایی آرژانتین[۸]

 دانمارک
- نیروی دریایی سلطنتی دانمارک/نیروی هوایی پادشاهی دانمارک[۶]

 فرانسه
- نیروی دریایی فرانسه[۶] در سال ۲۰۲۰ بازنشسته شد.[۹]

 هلند
- نیروی دریایی سلطنتی هلند[۱۰]

 نیجریه
- نیروی دریایی نیجریه[۱۱]

 نروژ
- نیروی هوایی پادشاهی نروژ[۱۲]

 پاکستان
- نیروی دریایی پاکستان[۱۳]

 بریتانیا
- نیروی دریایی پادشاهی بریتانیا[۶]
- نیروی زمینی بریتانیا

## مشخصات فنی (سوپر لیکس سری ۱۰۰)
داده‌ها از Jane's All the World's Aircraft 2005-06, British Army
ویژگی‌های عمومی
- خدمه: ۲–۳
- ظرفیت: ۸ نیرو / ۳٬۰۰۰ پوند (۱٬۳۶۱ کیلوگرم) حداکثر بار به شکل معلق
- طول: ۴۳ فوت ۹٫۲۵ اینچ (۱۳٫۳۴۱۴ متر) شامل ملخ دم
- طول کلی: ۵۰ فوت (۱۵٫۲۴ متر)
- طول فولد شده: ۳۵ فوت ۷٫۲۵ اینچ (۱۰٫۸۵ متر)
- عرض فولد شده: ۹ فوت ۷٫۷۵ اینچ (۲٫۹۴ متر)
- ارتفاع فولد شده: ۱۰ فوت ۸ اینچ (۳٫۲۵ متر)
- ارتفاع: ۱۲ فوت ۰٫۵ اینچ (۳٫۶۷۰ متر) شامل ملخ دم
- وزن خالی: ۷٬۲۲۵ پوند (۳٬۲۷۷ کیلوگرم) * وزن عملیاتی:

- مأموریت ASW ۱۰٬۱۸۱ پوند (۴٬۶۱۸ کیلوگرم) (2x اژدر)
- ماموریت ASv ۹٬۶۴۱ پوند (۴٬۳۷۳ کیلوگرم) (2x Sea Skua)
- ماموریت نظارت و هدف‌گیری ۸٬۱۷۴ پوند (۳٬۷۰۸ کیلوگرم)
- ماموریت SAR ۸٬۳۲۹ پوند (۳٬۷۷۸ کیلوگرم)

- بیشترین وزن برخاست: ۱۱٬۷۵۰ پوند (۵٬۳۳۰ کیلوگرم)
- ظرفیت سوخت: ۲۱۰ گالون بریتانیایی (۲۵۲ گالون آمریکایی؛ ۹۵۵ لیتر) سوخت داخلی فابل استفاده + مخزن اختیاری ۷۵٫۹ گالون بریتانیایی (۹۱ گالون آمریکایی؛ ۳۴۵ لیتر) یا 2x ۹۷ گالون بریتانیایی (۱۱۶ گالون آمریکایی؛ ۴۴۱ لیتر) ferry tanks
- حداکثر سوخت قابل استفاده: ۴۱۱ گالون بریتانیایی (۴۹۴ گالون آمریکایی؛ ۱٬۸۶۸ لیتر)
- پیشرانه: ۲ عدد موتور توربوشفت LHTEC CTS800-4N, ۱٬۳۶۲ اسب بخار کوتاه (۱٬۰۱۶ کیلووات)  در هر موتور برای برخاست، ۱٬۲۶۷ اسب بخار کوتاه (۹۴۵ کیلووات) حداکثر پیمایش
- یا 2x رولز-رویس جم ۴۲–۱ - ۱٬۰۰۰ / ۸۹۰ اسب بخار کوتاه (۷۴۶ / ۶۶۴ کیلووات)
- قطر روتور اصلی:  ۴۲ فوت ۰ اینچ (۱۲٫۸۰ متر)
- مساحت روتور اصلی: ۱٬۳۸۵٫۴ فوت مربع (۱۲۸٫۷۱ متر مربع) * Blade sections: - root: RAE 9648; tip: RAE 9645/9643[۱۶]

عملکرد
- حداکثر سرعت: ۱۷۵ گره (۲۰۱ مایل بر ساعت، ۳۲۴ کیلومتر بر ساعت)
- بُرد: ۲۸۵ مایل دریایی (۳۲۸ مایل، ۵۲۸ کیلومتر)
- بُرد رزمی: ۵۴۰ مایل دریایی (۶۲۰ مایل، ۱٬۰۰۰ کیلومتر) با سوخت کمکی
  - ASW ۲۰ مایل دریایی (۲۳ مایل؛ ۳۷ کیلومتر) با سونار غواصی + یک اژدر و ۲ ساعت در ایستگاه
  - حمله نقطه ای: ۱۲۵ مایل دریایی (۱۴۴ مایل؛ ۲۳۲ کیلومتر) با 4x Sea Skua
  - عملیات نظارت: ۷۵ مایل دریایی (۸۶ مایل؛ ۱۳۹ کیلومتر) - 3 ساعت ۵۰ دقیقه
- مداومت پروازی: ۵ ساعت ۲۰ دقیقه با سوخت کمکی
- بارگیری دیسک: ۴۱٫۴ پوند بر فوت مربع (۲۰۲ کیلوگرم بر متر مربع) max
- توان به وزن|توان/جرم: ۰٫۱۵۶۵ shaft horsepower per pound (۰٫۲۵۷۳ kilowatts per kilogram)

تسلیحات

- Naval: 2 x torpedoes یا 4x Sea Skua missiles یا 2 x depth charges
- Attack: 2 x 20mm cannons, 2 x 70mm rocket pods CRV7, 8 x TOW ATGM
- General: 7.62 mm General Purpose Machine Guns (AH.7 and AH.9), 0.50 inch Browning AN/M3M heavy machine guns (HAS.3 and HMA.8)

### کتابشناسی - فهرست کتب
- Burden, Rodney A; Michael I Draper; Douglas A Rough; Colin R Smith; David L Wilton (1986). Falklands – The Air War. London: Arms and Armour Press. ISBN 0-85368-842-7.
- Donald, David and Christopher Chant. Air War in the Gulf 1991. Osprey Publishing, 2001. شابک ‎۱−۸۴۱۷۶−۲۹۵−۴.
- Eden, Paul, ed. "Westland Lynx".Encyclopedia of Modern Military Aircraft. Amber Books, 2004. شابک ‎۱−۹۰۴۶۸۷−۸۴−۹.
- English, Richard and Oppenheimer, A. R. IRA, the Bombs and the Bullets: a History of Deadly Ingenuity. Irish Academic Press, 2009. شابک ‎۹۷۸−۰−۷۱۶۵−۲۸۹۵−۱.
- Ethell, Jeffrey and Price, Alfred. Air War South Atlantic. London:Sidgwick and Jackson, 1983. شابک ‎۰−۲۸۳−۹۹۰۳۵-X.
- Finlan, Alastair. The Gulf War 1991. Osprey Publishing, 2003. شابک ‎۱−۸۴۱۷۶−۵۷۴−۰.
- Gibbings, David. Putting the Record Straight. Picton Publishing, 1988. شابک ‎۹۷۸−۰−۹۴۸۲۵۱−۳۸−۲.
- Gibbings, David. "The Evolution of the British Rotorcraft Industry." The Journal of Aeronautical History, September 2009. No. 2012/07. pp. 112–146.
- Gray, Peter. "New Life For Lynx". Flight International, 16–22 July 2002. pp. 84–90.
- Harnden, Toby. Bandit Country: The IRA and South Armagh. هودر و استاتن، 2000. شابک ‎۰−۳۴۰−۷۱۷۳۶-X.
- James, Derek N. Westland Aircraft since 1915. London: Putnam, 1991, شابک ‎۰−۸۵۱۷۷−۸۴۷-X.
- Jackson, Paul. Jane's All The World's Aircraft 2003–2004. Coulsdon, UK, 2003. شابک ‎۰−۷۱۰۶−۲۵۳۷−۵.
- Lake, Jon. "Westland Sea King: Variant Briefing". World Airpower Journal, Volume 25, Summer 1996, pp. 110–135. London: Aerospace Publishing. شابک ‎۹۷۸−۱−۸۷۴۰۲−۳۸۰−۷. ISSN 0959-7050.
- Lake, Jon. "Westland Lynx Variant Briefing:Part 1". World Air Power Journal, Volume 39, Winter 1999. London: Aerospace Publishing. شابک ‎۱−۸۶۱۸۴−۰۳۹-X. ISSN 0959-7050. pp. 126–141.
- Lake, Jon. "Westland Lynx Variant Briefing:Part 2". World Air Power Journal, Volume 40, Spring 2000. London: Aerospace Publishing. شابک ‎۹۷۸−۱−۸۶۱۸۴−۰۴۳−۱. ISSN 0959-7050. pp. 112–121.
- Matos, Jose. "Unleash the Lynx". Air International, Volume 99, No. 6, December 2020. ISSN 0306-5634. pp. 82–87.
- Penny, Stewart. "Fitter Feline." Flight International, 16–22 July 2002. pp. 92–95.
- Prouty, Ray. "Helicopter Aerodynamics Volume II". Eagle Eye Solutions, 2009. شابک ‎۰−۵۵۷۰۹−۰۴۴-X.
- Ra'anan, Uri. , Pfaltzgraff, Robert L. and Kemp, Geoffrey. Arms Transfers to the Third World: The Military Buildup in Less Industrial Countries. Westview Press, 1978. شابک ‎۰−۸۹۱۵−۸۰۸۳−۲.
- Riply, Tim. British Army Aviation in Action. Casemate Publishers, 2011. شابک ‎۱−۸۴۸۸۴−۶۷۰−۳.
- Ṣāyigh, Yazīd. Arab Military Industry: Capability, Performance, and Impact. Brassey's, 1992. شابک ‎۰−۰۸۰۴−۱۷۷۷−۹.
- Sloot, Emiel & Hornstra, Luc. "AgustaWestland Lynx and Super Lynx". International Air Power Review, Volume 26, 2009, pp. 74–95. Westport, Connecticut: AirTime Publishing. ISSN 1473-9917.
- "T800-engined Lynx set for Paris debut". Flight International, 30 January – 5 February 1991. p. 16.
- "T800 Lynx Programme Stalls". Flight International, 11–17 March 1992, p. 18.
- "Directory: World Air Forces". Flight International, 11–17 November 2008, pp. 52–76.